# Lac Brignolet (La Tuque)
Pour les articles homonymes, voir Brignolet.
Le lac Brignolet est situé dans l'Agglomération de La Tuque, dans la région administrative de la Mauricie, au Québec, au Canada. Ce lac est situé au nord-est du hameau de Clova (Québec) dans la ville de La Tuque. Il s'agit d'un petit lac situé à la tête du bassin de la rivière Faucher. Il est relié au lac Jaux par un cours d'eau innomé. Le niveau de l'eau du lac est à une altitude de 416 m.